# Hexatoma indra
Hexatoma indra är en tvåvingeart som beskrevs av Alexander 1955. Hexatoma indra ingår i släktet Hexatoma och familjen småharkrankar. Inga underarter finns listade i Catalogue of Life.